# 명예살인
명예살인(名譽殺人, 영어: honor killing)은 가족, 부족, 공동체의 명예를 더럽혔다는 이유로 조직 내 구성원을 다른 사람이 살인하는 행위를 말하며, 명예를 지키기 위한 이유가 살인을 정당화할 수 있다는 명분으로 자행된다. UNFPA는 전 세계적으로 연간 많게는 5000명이 명예살인으로 희생되는 것으로 추정한다.
보통 간음을 저지른 여성이나 혼전 성관계를 가진 여성에 대한 살인으로 알려져 있으나 명예를 위한 살인은 모두 명예살인이라 할 수 있다. 예를 들자면 원수를 갚는 행위 등도 명예살인이라 칭한다. 이 경우에도 원수에게 복수하는 것과 동시에 명예를 지키는 의미도 담겨 있으므로 명예살인의 정의에 부합한다.

## 관습

### 아랍권
명예살인은 사실 꽤 광범위하지만, 주로 여성에 대한 명예살인인 경우가 많다. 이런 명예살인은 거의 대부분 중동권 및 인도 등에서 일어나는 것으로 알려져 있다. 이슬람교에서 만든 관습이라고 생각하고 이슬람교에 대한 비판에 이용되는 경우가 많다. 하지만 코란은 여성을 보호대상으로 지정한다. 이런 악습은 경전의 과대해석 + 관습이 섞여 만들어진다.
종교보다는 관습이 문제라 할 수 있다.
오히려 이슬람교는 이러한 악습을 허용하고 있지 않으며, 엄격하게 금하고 있다.
현재 이슬람 문화권에서 절대다수의 명예살인 행위가 발생하는 객관적 사실은 인정해야 하나, 그것을 종교 탓으로 돌릴 일은 아니다.

### 아르메니아
기독교가 대다수인 아르메니아도 이 악습이 있다. 현재는 많이 줄어들었지만 시골이나 여러 지역에서 알바니아같이 식구나 친가의 명예를 훼손하면 가서 죽이는 걸 당연시하곤 한다.

### 알바니아
명예살인이 가장 심각한 나라는 바로 유럽 나라인 알바니아이다. 이 국가의 이슬람교인이 아닌 기독교인들도 명예살인을 저지르는데 이것이 '카눈'라고 불리는 악습이다. 이러한 행위의 원칙의 가장 기본골자가 모욕은 피로, 피는 피로다. 그 덕분에 한 집안이 몰살당하는 사태도 벌어지기도 하며 아직도 만여 세대에 달하는 알바니아의 집안이 카눈 때문에 현실에서 피해를 보는 사례가 있다.
이를 소재로 한 책도 있다.
이 사건의 원인 중 적지 않은 수가 사소한 다툼에서 시작한다. 예시를 들면 다음과 같다. 알바니아에서 서로 다른 집안 남자 둘이 가볍게 말다툼을 하다가 한쪽이 다른쪽을 살짝 밀쳤다. 그 때 받은 수모를 못 잊겠다고 그 남자의 형제 둘을 죽였다. 거기에 말리던 경찰까지 쏴 죽여서 그 경찰의 아들이 와서 가해자와 식구까지 여럿 살해하면서 그야말로 복수가 여러 곳으로 퍼졌다. 원수를 갚기 전에 죽을까봐 가족들을 집에 감금하고 원수가 돌아오길 기다리는 집도 있다고 한다.

### 이탈리아 남부
이탈리아 남부에서도 오래전부터 유사한 관습이 존재해 왔다. 즉 '모욕을 당하면 어떤 형식으로든 반드시 되갚아주어야 한다'는 것인데, 특히 중세기에 만종사건을 일으켜서 프랑스인을 몰아내었던 시칠리아 섬에서 이러한 관습이 20세기 중반까지 남아 있었다고 한다. 제2차 세계대전 중에는 시칠리아 섬에 주둔하던 독일군에게 모욕을 당했다고 생각한 주민들이 연합군이 상륙하자 연합군의 작전에 적극적으로 협조하여 독일군에게 대항했다고 하는데, 정작 모욕했다는 독일군은 자기들이 시칠리아인들에게 농담을 한 정도로 밖에 기억하고 있지 않았다고 한다.

### 한반도
한반도에서도 유사한 처벌이 존재하였다. '도모지'라고 하여 가문의 이름을 더럽힌 자손의 얼굴에 물을 뿌린 창호지를 겹겹이 붙여 숨이 막혀 죽게 하였다. 한 두장을 붙이고 경각심을 안겨주는 경고로도 사용되었다고 한다.
조선시대 후기에 과부를 열녀 만든다고 남편이 죽자마자 굶겨죽인 것 역시 명예살인의 정의에 부합한다.

### 외국의 시각
2000년 제네바 국제연합 인권위원회에서 처음으로 명예살인에 대한 실태보고서가 작성된 이후, 세계적으로 민간단체들을 중심으로 명예살인 반대 운동이 일어나고 있다.

## 같이 보기
- 아동 학대
- 아동의 권리에 관한 협약
- 교정강간
- 인도에 반한 죄
- 가정폭력
- 여성살해
- 간음
- 젠더사이드
- 죄책감 문화, 수치심 문화, 공포 문화
- 증오범죄
- 인권
- 인신공양
- 영아 살해
- 기리스테고멘
- 나라별 법률에 따른 성소수자의 권리
- 린치
- 혼전 성교
- 종교적 폭력
- 사티 (관습)
- 세계 인권 선언
- 성소수자에 대한 폭력
- 여성에 대한 폭력
- 여성의 권리
- 동성애 혐오